# García (Nuevo León)
García es una población del estado mexicano de Nuevo León, cabecera del municipio del mismo nombre García, Nuevo León, fue fundado el 14 de noviembre de 1583 bajo el nombre de Villa de San Juan Bautista de Pesquería Grande. La fundación fue impulsada por el capitán Marcos de Evia, quien recibió la encomienda de colonizar la región en nombre del Virreinato de la Nueva España.
El municipio cambió su nombre en honor a Genaro Garza García, un destacado gobernador del estado de Nuevo León. Desde sus orígenes, García ha sido un punto clave en el desarrollo de la región noreste de México, pasando de ser una villa agrícola a una ciudad en pleno crecimiento económico y demográfico.
Las principales actividades económicas en García, Nuevo León, se dividen entre la industria, el comercio y la agricultura. En las últimas décadas, el crecimiento económico de la zona ha sido impulsado por la instalación de diversas plantas industriales, como fábricas automotrices y manufactureras. Esto ha convertido a García en un centro industrial clave dentro del estado, aportando alrededor del 1.8% del PIB de Nuevo León.
Agricultura: Aunque ha sido reemplazada en gran parte por la industria, García sigue teniendo producción agrícola, especialmente en cultivos como el maíz y forraje para el ganado.
Turismo: García también cuenta con atractivos turísticos como las Grutas de García, que son uno de los destinos naturales más visitados de la región. Xenpal Centro de Conservación de Fauna y varias haciendas históricas atraen a turistas interesados en la historia y naturaleza de la región.
La acelerada expansión demográfica de García ha traído consigo un incremento en la construcción y el desarrollo urbano, fomentando también la actividad comercial en la zona.
García, Nuevo León, se ha consolidado como un corredor industrial de gran importancia, clave para la atracción de inversión extranjera en la región. Este crecimiento ha sido impulsado por su ubicación estratégica, cercana a Monterrey y con acceso a importantes vías de comunicación, como carreteras que conectan directamente con Estados Unidos, uno de los principales socios comerciales de México.
Atracción de inversión extranjera:
La posición geográfica de García, junto con políticas locales de apoyo a la inversión, ha facilitado la instalación de empresas multinacionales, particularmente del sector automotriz y manufacturero. Empresas como Kia Motors y Ternium, entre otras, han establecido plantas en el municipio, aprovechando tanto los incentivos fiscales como la disponibilidad de una mano de obra capacitada. Esto convierte a García en un foco de atracción para capital extranjero, que busca acceder a mercados como el norteamericano mediante el T-MEC (Tratado entre México, Estados Unidos y Canadá).
Industrias establecidas:
El corredor industrial de García está dominado por sectores como:
- Automotriz: Empresas que fabrican autopartes y ensamblan vehículos han florecido gracias a la infraestructura de transporte y logística.

- Siderurgia y metalurgia: Empresas como Ternium han establecido plantas siderúrgicas, generando empleos y contribuyendo al crecimiento económico.

- Manufactura avanzada: Existen también industrias electrónicas, de plásticos y otros sectores industriales que se han instalado debido a las ventajas logísticas y comerciales.

Importancia en el contexto estatal y nacional:
La expansión industrial de García ha impulsado su crecimiento demográfico y económico, haciéndolo uno de los municipios de más rápido crecimiento en Nuevo León y en México. Esto no solo ha fortalecido la economía local, sino que también ha mejorado la infraestructura y los servicios, consolidándolo como un imán para inversiones nacionales y extranjeras.
Este posicionamiento como corredor industrial no solo beneficia a García, sino que también refuerza la posición de Nuevo León como uno de los principales estados industriales de México.
La calidad de vida en García, Nuevo León, ha mejorado significativamente en los últimos años, debido en gran parte a su rápido crecimiento industrial y a la inversión en infraestructura y servicios públicos. Este municipio ofrece una serie de beneficios a sus habitantes que contribuyen a un entorno positivo y en desarrollo:
Crecimiento económico y empleo
El establecimiento de importantes industrias ha generado un auge en el empleo, lo que ha mejorado el nivel de vida de muchas familias. La presencia de empresas multinacionales proporciona salarios competitivos y estabilidad laboral, permitiendo que los habitantes accedan a mejores oportunidades económicas.
Vivienda y desarrollo urbano
El municipio ha experimentado un rápido desarrollo urbano, con la construcción de fraccionamientos y viviendas de calidad. El crecimiento inmobiliario ha ido de la mano con la expansión de servicios esenciales, como electricidad, agua potable y pavimentación. Además, se han desarrollado centros comerciales, parques y áreas recreativas que mejoran la oferta de servicios para las familias.
Infraestructura y conectividad
García está bien conectado con Monterrey y otros municipios clave, gracias a su infraestructura vial moderna, lo que facilita el acceso a servicios de salud, educación y transporte. Esto hace que el traslado a áreas metropolitanas sea más rápido y eficiente, mejorando la movilidad de los habitantes.
Acceso a servicios públicos
El municipio ha mejorado en áreas como educación, con la construcción de nuevas escuelas y la mejora de las existentes. También cuenta con centros de salud bien equipados, y se han establecido campañas de salud pública, como la vacunación, para garantizar el bienestar de la población.
Entorno natural y recreación
García también ofrece un entorno agradable con acceso a espacios naturales como las Grutas de García y áreas verdes que fomentan un estilo de vida activo y en contacto con la naturaleza. Estas características atraen tanto a turistas como a nuevos residentes que buscan un equilibrio entre el trabajo y la calidad de vida.
En resumen, García ha logrado combinar su crecimiento económico con un entorno favorable para sus habitantes, lo que ha llevado a una mejora en su calidad de vida y lo convierte en un municipio atractivo para vivir y trabajar.

## Historia
Conocida esta ciudad como Pesquería Grande, posteriormente es nombrada García en honor al quien fuera gobernador de Nuevo León, Joaquín García. Cuenta con una extensión territorial de 853.2 km². Colinda al norte con Mina, General Escobedo e Hidalgo al sur y este con Santa Catarina y al oeste con el estado de Coahuila.
En Villa de García se yergue imponente la sierra del Fraile, enmarcando el valle de este pintoresco pueblo.
El primer asentamiento formal de este territorio fue en el año 1583, cuando el Capitán Manuel de Mederos estableció en este lugar la Hacienda de San Juan Bautista de la Pesquería Grande. En 1606, del Capitán Manuel de Mederos se asocia con Diego de Huelva y José de Treviño para cultivar maíz y trigo en la zona, comenzando con el desarrollo de esta región. En el municipio se han instalado fábricas que forman parte del corredor industrial Monterrey-Ramos Arizpe, donde se destacan la Industria automotriz, del vidrio y minera.
Cerca de 1730 la hacienda fue elevada a categoría de Valle, Jerarquía Política que les concedía la facultad de escoger un alcalde mayor, elegido por los pocos vecinos que sabían leer y escribir.
En 1754 había 40 familias que, en su mayor parte, se dedicaban a la cría de ganado menor, y unos pocos a la agricultura, pues la tierra contenía demasiado salitre, y el agua era muy insalubre y gruesa. 
El 31 de marzo de 1851 y según decreto N.º 112, expedido en esa fecha, por el Congreso del Estado de Nuevo León, se elevó a la categoría de municipio imponiéndosele el nombre García, en honor y memoria del C. Joaquín García, distinguido político de la región quien fuera 2 veces gobernador del Estado de Nuevo León.

## Geografía

### Orografía
García cuenta con algunas montañas y cerros entre los que destacan el cerro de El Fraile situado al norte de la ciudad; sus estribaciones se extienden por gran parte del territorio. Toca a la ciudad en el norte la sierra Espinazo de Ambrosio. El cerro de las Mitras se extiende desde Monterrey hasta García. En el cerro El Fraile se encuentran las conocidas Grutas de García.

### Hidrografía
El río Pesquería cruza la ciudad de suroeste a sureste y por el norte el río Salinas, ambos con corriente intermitente; el ojo de agua Nacataz se localiza a cuatro kilómetros de García.
Por lo que respecta a presas, éstas comprenden: la represa Icamole y García y el bordo Cristaloza, también ubicado al oeste de García.

### Clima
El clima en la ciudad es cálido, con gran oscilación térmica. Su temperatura media anual es de 18 °C; los meses más calurosos se presentan en julio y agosto, con régimen de lluvias en abril, mayo y de agosto a noviembre. La dirección de los vientos, en general, es de este a oeste.

## Principales ecosistemas

### Flora
Prevalecen las condiciones de aridez, la vegetación está constituida principalmente por arbustos espinosos y árboles bajos con mezcla de yudas, agaves y cactáceos. Entre las plantas más comunes destacan: el izote, mezquite, uña de gato, ébano, palo verde, vara dulce, saladilla y gobernadora.

### Fauna
Está integrada por coyote, gato montés, jabalí, armadillo, zorra del desierto, rata, y conejo; entre las aves sobresalen la codorniz tejana y escamora, tecolote, amargo, pato trigueño, pájaro carpintero, chindiquito y chilero.

## Demografía
La ciudad de García cuenta según datos del XIV Censo General de Población y Vivienda del INEGI con una población de 397,205 habitantes en el año 2020 por lo cual es la 8° ciudad más poblada del estado de Nuevo León y la 71° ciudad más poblada de México. Del año 2010 a 2020 tuvo un aumento de 141,057 habitantes duplicando más de la cantidad de habitantes por lo que es una de las ciudades de México con mayor ritmo de crecimiento poblacional junto Playa del Carmen y Cancún en Quintana Roo, Cabo San Lucas en Baja California Sur y Ciudad Benito Juárez en el mismo estado de Nuevo León.
| Gráfica de evolución demográfica de García entre 1900 y 2020                                      |
|                                                                                                   |
| Población de los censos del Instituto Nacional de Estadística y Geografía (INEGI) de 1900 a 2020. |

## Atractivos turísticos

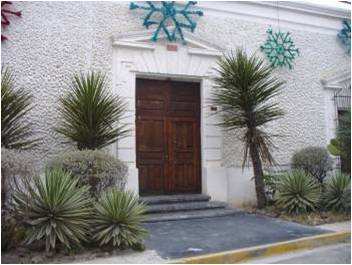
Casa Antigua Centro García.

El principal atractivo turístico son las Grutas de García, constituidas por una extensa serie de galerías. Se puede acceder a ellas a través de un teleférico. Además de sus extraordinarias formaciones de estalactitas y estalagmitas, conchas y caracoles pueden ser observadas en las paredes de varias secciones. Sus casonas de principios del siglo pasado son parte del colorido y la elegancia norestense de esta región.
Xenpal es un Centro de Conservación de Fauna que cuenta con más de 650 animales distribuidos en dos áreas: el Parque Xenpal y el Xafari. El Parque Xenpal tiene un concepto similar a un zoológico, alberga animales domésticos como las llamas, caballo percherón, cuyos y dromedarios. También cuenta con capibaras que caminan en el parque, siendo este el recinto más grande para la especie en México. Además tiene atracciones como un circuito de tres tirolesas y el Reto Xtremo. El Xafari consta de un recorrido estilo safari en el tractor del parque a las faldas del cerro del fraile donde se encuentran animales exóticos como los antílopes, cebras y jirafas. Además, en el área de safari se ubica Xhant, un alojamiento de primer nivel en el que puedes convivir con jirafas desde el balcón. El proyecto fue iniciado en 2005 por Luis Palazuelos con el apoyo del Dr. Luis Palazuelos.

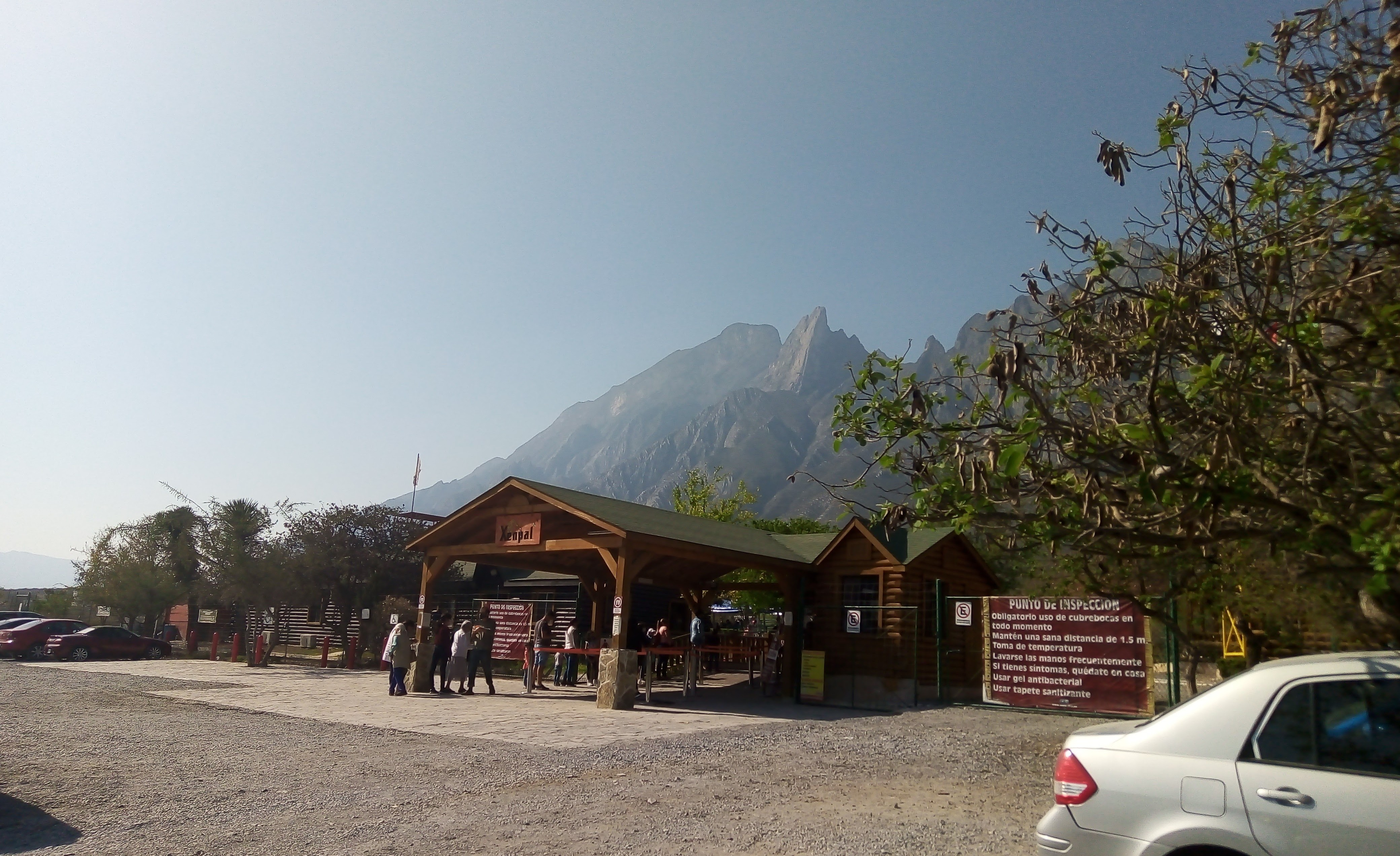
Parque Ecológico Xenpal.

Museos como el Ojo, y la Casa Rosa, donde se muestran artesanías, tanto locales como de todo México, El Museo Icamole, donde se encuentra una colección de antigüedades de la cultura y la región; además del museo Antiguo Palacio de Gobierno, donde se muestran diversas exposiciones por temporadas.
A 20 km de García, se encuentra un antiguo casco de una vieja hacienda establecida en el siglo XVIII, un sitio histórico, pues ahí estuvieron los Generales Porfirio Díaz, Gerónimo Treviño, Naranjo, Quiroga así como Raúl Madero González y Felipe Ángeles, también Genaro Garza García gobernador de Nuevo León en varias ocasiones.
El 20 de mayo de 1876, en el camino a Icamole se ocurrió la Batalla de Icamole en la que Porfirio Díaz; al frente de la Revolución de Tuxtepec, fue derrotado por los generales Fuero y Quiroga, derrota que le valió a Díaz el epíteto “El llorón de Icamole”, al estallar en llanto por la impotencia y el coraje.

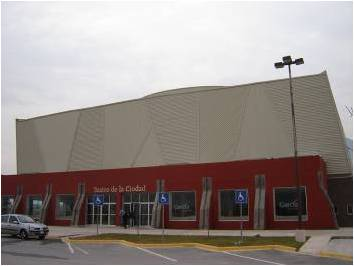
Teatro de la ciudad.

En el centro histórico se encuentran el templo dedicado a San Juan Bautista (templo principal), el Santo Cristo (donde descansan los restos de Lic. Genaro Garza García) y uno más dedicado a San Elías. Todos ellos con más de 200 años.
El parque acuático de García cuenta con albercas de hasta 1.70 metros de profundidad, asadores, chapoteaderos y rapel.
También, existen otras actividades como lanchas con remos y pedales, donde las familias pueden recorrer el canal.

## Cultura y festividades
- El 24 de junio se celebra al Santo Patrono del municipio.
- Del 1 al 15 de septiembre se realiza la feria de La Granada.
- El 6 de agosto se festeja el templo del Santo Cristo y la iglesia de San Elías.

## Actividades económicas
García aporta el 1.8% del PIB del estado, que es el valor de todos los bienes y servicios producidos o comercializados por cada unidad económica como resultado de sus actividades.
En los últimos 10 años, García, Nuevo León, ha experimentado un crecimiento económico e industrial acelerado, convirtiéndose en uno de los municipios clave para la industria y la inversión extranjera en el estado. Este desarrollo ha sido impulsado por varios factores que han transformado la región:
1. Expansión industrial
El municipio se ha convertido en un importante corredor industrial debido a su ubicación estratégica, cercana a Monterrey y con fácil acceso a importantes rutas de transporte, como las carreteras que conectan con Estados Unidos. Esto ha atraído a numerosas empresas nacionales e internacionales, particularmente en los sectores automotriz, siderúrgico y manufacturero avanzado. La instalación de grandes plantas industriales, como las de Kia Motors y Ternium, ha sido un motor fundamental en la creación de empleos y en la expansión económica del municipio.
2. Inversión extranjera
El crecimiento económico en García ha estado marcado por la inversión extranjera directa. Empresas internacionales han aprovechado la infraestructura moderna y los incentivos fiscales de la región para establecer plantas de producción, especialmente en el sector automotriz, que ha sido uno de los más dinámicos en la última década. Estas inversiones han generado miles de empleos y han contribuido a la mejora de los servicios y la infraestructura local.
3. Desarrollo de infraestructura
El crecimiento industrial ha venido acompañado de importantes proyectos de infraestructura, que incluyen la mejora de las vías de comunicación y el desarrollo de parques industriales modernos. Esto ha permitido a García competir con otras zonas industriales del estado y facilitar el tránsito de mercancías, tanto a nivel nacional como internacional.
4. Crecimiento poblacional
El auge económico ha atraído a miles de personas que buscan empleo y mejores oportunidades, duplicando la población del municipio en los últimos años. García pasó de tener poco más de 90,000 habitantes en 2010 a más de 397,000 en 2023, lo que ha generado una mayor demanda de vivienda, servicios públicos y comercio.
5. Mejora en la calidad de vida
El crecimiento económico ha mejorado la calidad de vida de los habitantes de García. Además de los nuevos empleos bien remunerados, el desarrollo de áreas residenciales y comerciales ha permitido a los habitantes acceder a mejores servicios, como educación, salud, y espacios recreativos. Este desarrollo integral ha hecho de García un municipio atractivo tanto para nuevos residentes como para inversionistas.
En resumen, el crecimiento económico e industrial de García en la última década ha sido impresionante, transformando al municipio en un centro clave para la industria de Nuevo León y posicionándolo como un punto estratégico para la inversión extranjera y el desarrollo económico.

## Calidad de vida en García
García es un municipio cuya población crece aceleradamente. Se incorporan al territorio diariamente un aproximado de 119.6 personas, dada su tasa de crecimiento poblacional del 11 % anual (datos en base al Censo de Población y Vivienda INEGI 2020) actualmente habitan 397 205 personas. 
La siguiente información está basada en el censo del 2005 del Instituto Nacional de Estadística Geografía e Informática (INEGI): 
García cuenta con un total de 8689 hogares, de los cuales 8580 son casas normales o departamentos. 535 hogares piso de tierra y 803 consisten en un cuarto solo. Del mismo modo, existen 8,277 viviendas con instalaciones sanitarias, 8,089 que están conectado a la red pública y 8,415 tienen energía eléctrica.
Aproximadamente 560 hogares de García tienen uno o más ordenadores, 6,725 una lavadora como mínimo y 8,213 tienen uno o más televisores.
El 9 de mayo de 2016 el gobierno de García anunció que los jóvenes con alguna discapacidad motriz, auditiva o visual tendrán acceso a una educación incluyente. La institución, ubicada en General Treviño n.º 501, en el Centro de García, brinda atención a 300 alumnos de bachillerato y nivel superior mediante clases presenciales y en línea.

## Personas destacadas
- Joaquín García: político y gobernador de Nuevo León.
- Genaro Garza García: abogado y político, gobernador de Nuevo León en 5 ocasiones.
- Canuto García: abogado y político, gobernador de Nuevo León.
- Manuel de Mederos: fundador de la Hacienda.
- Gonzalo Fernández de Castro: militar, poblador, alcalde y regidor.
- Antonio de Sobrevilla: descubridor de las grutas de García en 1843.
- Serapio Garza Espinosa: alcalde asesinado en 1950 peleador social empresario y comerciante de Nuevo León.

## Galería de imágenes

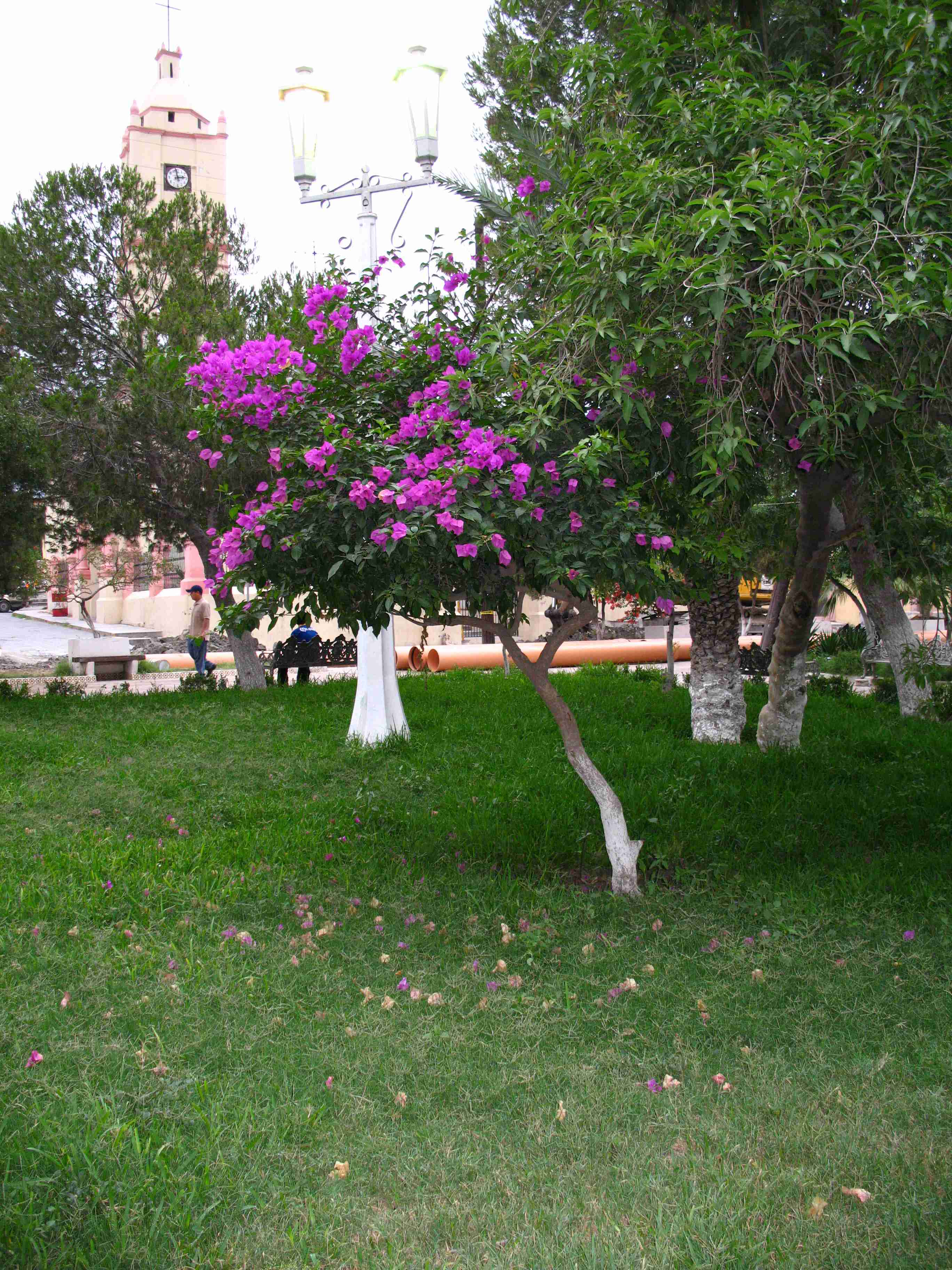
Jardín de la plaza principal.
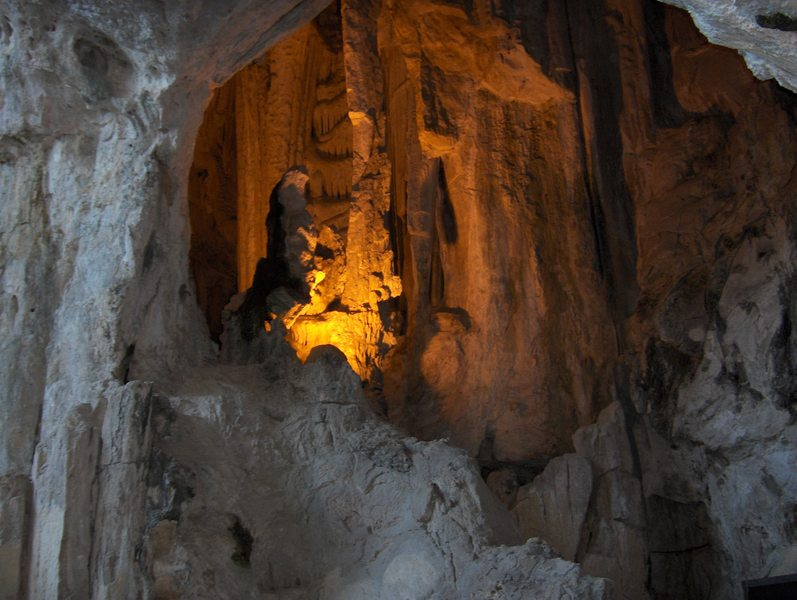
Grutas de García.
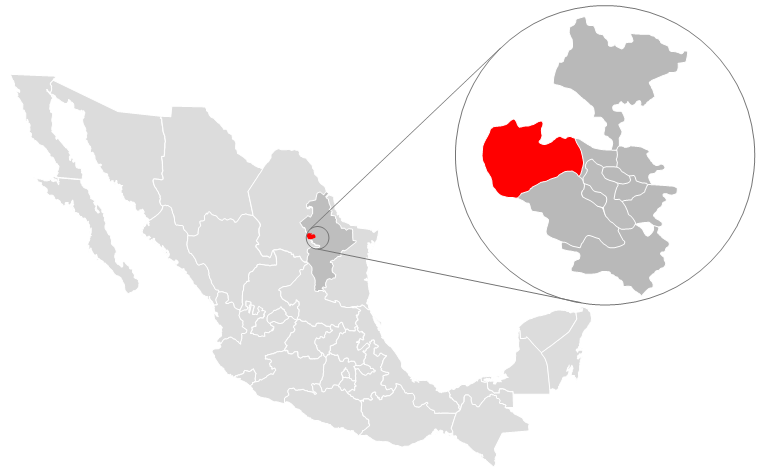
Ubicación del municipio de García.

## Hermanamientos
- McAllen (Texas)